# Stegolepis guianensis

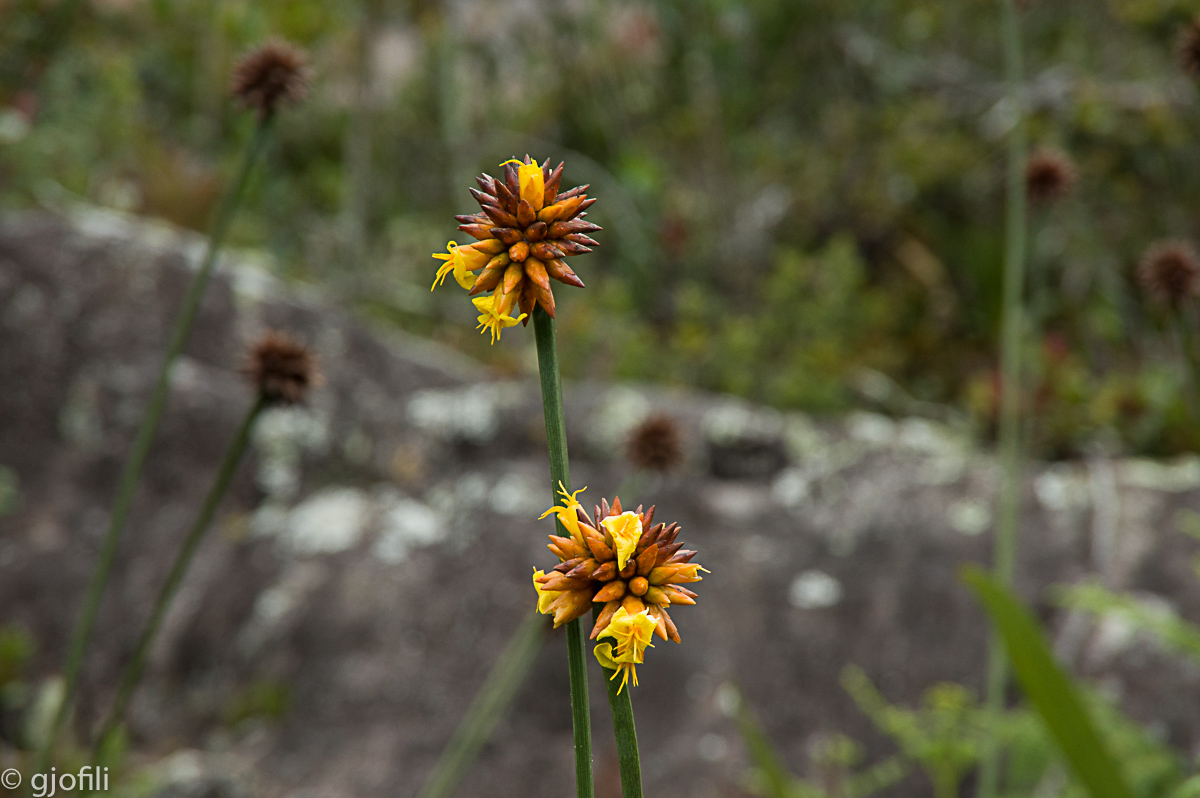
Stegolepis guianensis em floração

Stegolepis guianensis é uma espécie vegetal endêmica da região do Monte Roraima.
A autoridade científica da espécie é Klotzsch ex Körn, tendo sido publicada em Linnaea 37: 481. 1872.